# Вальддорф
Вальддо́рф (нім. Walddorf) — колишня німецька колонія у Яворівському районі.

## Розташування
Поруч знаходяться колишні села Ґеруси, Велика Вишенька, Микіщаки, Калили, Річки, Під Лугом, озеро Малюшевське, на південний захід — село Верещиця.

## Історія
Колонія заснована німцями на початку ХІХ ст., коли налічувала 17 будинків і 45 мешканців. На 1890 р. Вальддорф входив у кадастральну гміну, спільну з селом Малі Вишеньки. Було 17 будинків і 92 мешканці (3 греко-католики, 6 юдеїв і 83 євангелісти; 3 українці та 89 німців).
У 1940 році німців було депортовано до Вартегау (Німеччина) за програмою Додому в Рейх.
У післявоєнний час поселення ліквідоване у зв'язку з розширенням Львівського військового полігону.

## Адміністративний устрій
У 1854 — 1934 рр. Вальддорф був окремою гміною (самоврядною громадою), у 1934 р. включений до Гміни Вішенка. У 1940 р. включений до Верещицької сільської ради Янівського району, перейменований на хутір Підлісний.